# Canton City
Canton City – miasto w Stanach Zjednoczonych, w stanie Dakota Północna, w hrabstwie Pembina.